# Degerliden
Degerliden este o arie protejată (arie specială de conservare — SAC, sit de importanță comunitară — SCI) din Suedia întinsă pe o suprafață de 30,5 ha, integral pe uscat.

## Localizare
Centrul sitului Degerliden este situat la coordonatele 64°30′19″N 20°18′26″E / 64.5052°N 20.3072°E.

## Înființare
Situl Degerliden a fost declarat sit de importanță comunitară în iunie 2001 pentru a proteja un număr necunoscut de specii din flora spontană și fauna sălbatică aflate în arealul zonei. Situl a fost protejat și ca arie specială de conservare în martie 2011.

## Biodiversitate
Situată în ecoregiunea boreală, aria protejată conține 1 habitat natural: Taiga vestică.
La baza desemnării sitului se află un număr nedeclarat de specii protejate.